# Montgomery-Potential
Das Montgomery-Potential ist eine abstrakte Größe, welche in numerischen Wetter- und Klimamodellen angewendet wird, um Windströmungen zu simulieren. Das Montgomery-Potential hängt von zwei Variablen ab, dem Geopotential und der Temperatur.
{\displaystyle \mathbf {M} =\Phi +c_{p}T=gz+c_{p}T}
- {\displaystyle \mathbf {M} } bezeichnet das Montgomery-Potential
- {\displaystyle \Phi \,} ist gleich {\displaystyle gz\,} und bezeichnet das Geopotential.
- {\displaystyle c_{p}\,} ist die spezifische Wärme trockener Luft bei konstantem Druck
- {\displaystyle T\,} bezeichnet die Temperatur
- {\displaystyle g\,} bezeichnet die Erdbeschleunigung
- {\displaystyle z\,} ist die Höhe

Aus dem Gradienten des Montgomery-Potentials lässt sich die Beschleunigung der Luftpartikel in x- oder y-Richtung ableiten. Im untenstehenden Beispiel ändert sich der Windvektor u (Geschwindigkeitsvektor in x-Richtung) mit der Zeit abhängig vom Gradienten des Montgomery-Potentials in x-Richtung. Es handelt sich um eine umgeschriebene Impulsgleichung. Der tiefgestellte Index {\displaystyle \theta \,} sagt aus, dass wir uns in der Thetaebene bewegen, also die potentielle Temperatur konstant ist. Bleibt das Montgomery-Potential in x-Richtung konstant und vernachlässigen wir den Coriolisparameter f, so ändert sich die Windgeschwindigkeit u mit der Zeit t nicht.
{\displaystyle {Du \over Dt}-fv=-\left({\partial M \over \partial x}\right)_{\theta }}
- {\displaystyle u\,} Geschwindigkeitsvektor in x-Richtung
- {\displaystyle v\,} Geschwindigkeitsvektor in y-Richtung
- {\displaystyle f\,} bezeichnet den Coriolisparameter. Er hängt von der geografischen Breite ab und ist am Äquator 0 und erreicht an den Polen sein Maximum.
- {\displaystyle \theta \,} ist die potentielle Temperatur